# Phyllastrephus cerviniventris
El bulbul verdioliva (Phyllastrephus cerviniventris) es una especie de ave paseriforme de la familia Pycnonotidae propia de África oriental y el sureste de África central.

## Taxonomía
El bulbul verdioliva fe descrito científicamente por el ornitólogo inglés George Ernest Shelley en 1894.
Se reconocen dos subespecies:
- P. c. schoutedeni - Prigogine, 1969: se encuentra desde el centro de Kenia al centro de Mozambique, Zambia y el este de Angola.
- P. c. cerviniventris - Shelley, 1894: localizada en  Katanga (sureste de la República Democrática del Congo);